# Deinostema
Deinostema é um género botânico pertencente à família Scrophulariaceae.